# Gesualdo: Muerte para cinco voces
Gesualdo: Muerte para cinco voces (en alemán: Tod für fünf Stimmen ) es una película de 1995 del director alemán Werner Herzog filmada para la ZDF. La obra explora la música de Carlo Gesualdo y las leyendas que rodean su personalidad, su castillo supuestamente maldito y el asesinato de su esposa y su amante. Entre narraciones y entrevistas, se interpretan varios de sus madrigales. Herzog llama a Muerte a cinco voces «una de las películas más cercanas a mi corazón».

## Trama
La película comienza en las ruinas del castillo de Gesualdo, donde un trabajador está haciendo una visita guiada. Se encuentran varias personas, entre ellas un hombre que toca música en las ruinas para lidiar con los demonios que rondan el lugar, y una mujer que dice ser el fantasma de Donna Maria d'Avalos, la esposa de Gesualdo a quien éste asesinó. Dos cocineros discuten y reconstruyen un extravagante banquete de bodas que había ordenado Gesualdo. Herzog también visita a algunos trabajadores de una clínica de salud mental local, quienes afirman que una vez trataron a la mujer que decía ser un fantasma, y que actualmente tienen dos pacientes que creen ser Carlo Gesualdo.
Herzog también entrevista a trabajadores del Palazzo San Severo en Nápoles, donde Gesualdo cometió los asesinatos. Se trata de un trabajador de la portería, así como del heredero de d'Avalos, quien le muestra a Herzog la cama en la que supuestamente ocurrieron los asesinatos. Luego Herzog visita también una capilla cercana donde se exhiben los cuerpos conservados de María de Ávalos y su amante, el duque de Andria, Fabrizio Carafa.
Estas escenas se intercalan con interpretaciones de los madrigales de Gesualdo, así como algunos comentarios históricos y musicales de estudiosos de Gesualdo.

## Producción
Gran parte de la película se rodó en la ciudad de Gesualdo, en el lugar donde se encontraba el castillo en ruinas de Carlo Gesualdo y sus alrededores. Otras escenas fueron filmadas en Venosa (el lugar de nacimiento atribuido al compositor), Cortona, Arezzo y Nápoles . 

La película contiene muchas escenas que no son documentales en el sentido tradicional. Herzog dijo al respecto:
La mayoría de las historias de la película son completamente inventadas y puestas en escena, pero contienen las verdades más profundas posibles sobre Gesualdo. Creo que de todos mis 'documentales', Muerte a cinco voces es el que realmente se sale de control, y es una de las películas más cercanas a mi corazón.
La mujer que afirma ser el fantasma de d'Avalos fue interpretada por la famosa actriz y cantante italiana Milva .  La escena en la que un conservador de museo comenta un artefacto que dejó perplejo a Gesualdo fue escrita por Herzog. De hecho, el artefacto mostrado en la película había desconcertado al propio Herzog y le había hecho perder el sueño, pero no tenía ninguna conexión con Gesualdo.  La historia del asesinato de su hijo por parte de Gesualdo, al obligarlo a montarse en un columpio durante tres días mientras un coro le cantaba madrigales, también fue inventada para la película.
También se representó la escena final de un actor de feria renacentista hablando con su madre por un teléfono móvil. Herzog le ordenó a su hermano, que estaba fuera de cámara, que llamara al joven y que este actuara como si su madre le estuviera pidiendo que volviera a casa. Luego se le pidió al joven que mirara fijamente a la cámara y estas imágenes se utilizaron durante los créditos finales. Para provocar la mirada extraña que lanza el hombre, Herzog le ordenó que pareciera muy serio, pero luego jugó e hizo varios chistes justo al lado de la cámara tan pronto como comenzó a filmar.  Herzog utilizó una dirección similar para las escenas de su anterior obra, También los enanos empezaron pequeños.